# Eparquía de Stamford
La eparquía de Stamford (en latín: Eparchia Stanforden(sis) Ucrainorum y en inglés: Ukrainian Catholic Eparchy of Stamford) es una circunscripción eclesiástica greco-católica ucraniana de la Iglesia católica en Estados Unidos, sufragánea de la archieparquía de Filadelfia. La eparquía tiene al obispo Paul Patrick Chomnycky, O.S.B.M. como su ordinario desde el 3 de enero de 2006. 
En el Anuario Pontificio la Santa Sede usa el nombre Stamford degli Ucraini y en el sitio web de la Iglesia greco-católica ucraniana el nombre utilizado es en ucraniano: Стемфордська.

## Territorio y organización
La eparquía extiende su jurisdicción sobre los fieles católicos de rito bizantino greco-católico ucraniano residentes en los estados de: Vermont, Maine, Connecticut, Rhode Island, Massachusetts, Nuevo Hampshire y Nueva York.
La sede de la eparquía se encuentra en la ciudad de Stamford, en donde se halla la Catedral de San Vladímir.
En 2020 en la eparquía existían 51 parroquias:
- En Connecticut:
  - Saint Peter and Saint Paul en Ansonia
  - Protection of the Blessed Virgin Mary en Bridgeport
  - Saint Mary en Colchester
  - Saint John the Baptist en Glastonbury
  - Saint Michael en Hartford
  - Saint Josaphat en New Britain
  - Saint Michael en New Haven
  - St. Vladimir Cathedral en Stamford
  - Saint Michael en Terryville
  - Protection of the Blessed Virgin Mary en Willimantic
- En Massachusetts:
  - Saint John the Baptist en Fall River
  - Saints Peter and Paul en Ludlow
  - Christ the King Ukrainian Catholic Church en Jamaica Plains, Boston
  - Saint John the Baptist en Salem
  - Descent of the Holy Spirit en South Deerfield
- En Nuevo Hampshire:
  - Protection of the Blessed Virgin Mary en Mánchester
- En Rhode Island:
  - Saint Michael en Woonsocket
- En Nueva York:
  - Saint Nicholas en Amsterdam
  - Saints Peter and Paul en Auburn
  - Protection of the Mother of Good en Mount Kisco (y Bedford Hills)
  - Saint Mary Prottectress en El Bronx
  - Holy Ghost en Brooklyn
  - Nativity of the Blessed Virgin Mary Mission Parish en la St. Brendan Roman Catholic Church de Brooklyn
  - Saint Nicholas en Brooklyn
  - Blessed Mykola Charnetsky Mission Parish en la St. Margaret Mary Church de Manhattan Beach, Brooklyn
  - Saint Nicholas en Búfalo
  - Saint Andrew en Campbell Hall
  - Saints Peter and Paul en Cohoes
  - Saint Nicholas en Elmira Heights
  - Annunciation of the Blessed Virgin Mary en Fresh Meadows
  - Saint Volodymyr en Glen Spey
  - Saint Vladimir en Hempstead
  - Saint Nicholas en Hudson
  - Saint John the Baptist en Hunter
  - Sacred Heart en Johnson City
  - Saint John the Baptist en Kenmore
  - Holy Trinity en Kerhonkson
  - Our Lady of Perpetual Help en Lackawanna
  - Saint Basil en Lancaster
  - Holy Family en Lindenhurst
  - Holy Cross en Long Island City
  - Saint George en Manhattan, Nueva York
  - Protection of the Blessed Virgin Mary en Niagara Falls
  - Saint Mary Prottectress en Ozone Park
  - Saint John the Baptist en Riverhead
  - Epiphany en Rochester
  - Saint Josaphat en Rochester
  - Saint Michael en Rome
  - Saints Peter and Paul en Spring Valley
  - Holy Trinity en Staten Island
  - Saint John the Baptist en Syracuse
  - Protection of the Blessed Virgin Mary en Troy
  - Saint Volodymyr the Great en Utica
  - Saint Nicholas en Watervliet
  - Saint Michael en Yonkers

## Historia
El exarcado apostólico de Stamford fue erigido el 20 de julio de 1956 con la bula Optatissimo unitatis del papa Pío XII, separando territorio del exarcado apostólico de los Estados Unidos de América para los fieles de rito oriental (hoy archieparquía de Filadelfia).

Philadelphiensem exarchatum dividimus ex eoque novum condimus apostolicum exarchatum, Stanfordensem ab urbe Stanford, tamquam a propria episcopali sede, appellandum, qui omnes complectetur fideles byzantini ritus a Galitia oriundos atque in Civitatibus Neo-Eboraci et pariter Novae Angliae commorantes. Quam ob rem, ad fines quod attinet, novus exarchatus erit ad septemtriones continens Canadiae, ad orientem solem Atlantico Oceano, ad occidentem vero Eriensi lacui, ad meridiem denique Civitatibus, quibus vulgo Pennsylvania et New Jersey nomen.

El 10 de julio de 1958 con la bula Apostolicam hanc del papa Pío XII el exarcado apostólico fue elevado a eparquía e incorporado a la provincia eclesiástica de la archieparquía de Filadelfia.

In Americae Septemtrionalis Foederatis Civitatibus novam provinciam ecclesiasticam constituimus pro fidelibus byzantini ritus ab Gallaecia oriundis ibique commorantibus, quae has comprehendet Sedes: Philadelphiensem et Stanfordensem, ad hunc diem exarchatus apostolicos. Quarum Ecclesiarum, Philadelphiensem ad gradum et dignitatem metropolitanae Sedis evehimus, Stanfordensem autem in eparchiae formam redigimus, (...)

## Estadísticas
De acuerdo al Anuario Pontificio 2021 la eparquía tenía a fines de 2020 un total de 15 500 fieles bautizados.
| Año                                                                             | Población            | Población  | Población      | Sacerdotes | Sacerdotes    | Sacerdotes    | Bautizados por sacerdote | Diáconos permanentes | Religiosos | Religiosos | Parroquias |
| Año                                                                             | Bautizados católicos | Total      | % de católicos | Total      | Clero secular | Clero regular | Bautizados por sacerdote | Diáconos permanentes | Varones    | Mujeres    | Parroquias |
| ------------------------------------------------------------------------------- | -------------------- | ---------- | -------------- | ---------- | ------------- | ------------- | ------------------------ | -------------------- | ---------- | ---------- | ---------- |
| 1966                                                                            | 87 620               | 24 226 991 | 0.4            | 102        | 75            | 27            | 859                      |                      | 35         | 75         | 57         |
| 1970                                                                            | ?                    | ?          | ?              | 166        | 71            | 95            | 0                        |                      | 116        | 136        | 57         |
| 1976                                                                            | 87 115               | 122 000    | 71.4           | 69         | 50            | 19            | 1262                     |                      | 24         | 64         | 56         |
| 1980                                                                            | 48 806               | ?          | ?              | 62         | 62            |               | 787                      |                      | 24         | 27         | 56         |
| 1990                                                                            | 39 505               | ?          | ?              | 64         | 48            | 16            | 617                      | 4                    | 22         | 47         | 51         |
| 1999                                                                            | 16 684               | ?          | ?              | 74         | 58            | 16            | 225                      | 3                    | 19         | 41         | 62         |
| 2000                                                                            | 17 754               | ?          | ?              | 74         | 60            | 14            | 239                      | 4                    | 17         | 41         | 53         |
| 2001                                                                            | 15 501               | ?          | ?              | 70         | 58            | 12            | 221                      | 5                    | 26         | 38         | 55         |
| 2002                                                                            | 16 600               | ?          | ?              | 73         | 58            | 15            | 227                      | 5                    | 32         | 38         | 55         |
| 2003                                                                            | 16 500               | ?          | ?              | 74         | 57            | 17            | 222                      | 9                    | 29         | 38         | 55         |
| 2004                                                                            | 16 000               | ?          | ?              | 78         | 62            | 16            | 205                      | 9                    | 23         | 38         | 55         |
| 2009                                                                            | 16 750               | ?          | ?              | 78         | 63            | 15            | 214                      | 8                    | 22         | 47         | 54         |
| 2010                                                                            | 16 750               | ?          | ?              | 82         | 67            | 15            | 204                      | 13                   | 22         | 44         | 54         |
| 2014                                                                            | 14 180               | ?          | ?              | 67         | 66            | 1             | 211                      | 10                   | 8          | 44         | 54         |
| 2017                                                                            | 14 960               |            |                | 67         | 57            | 10            | 223                      | 9                    | 10         | 45         | 51         |
| 2020                                                                            | 15 500               |            |                | 56         | 56            |               | 276                      | 10                   | 2          | 38         | 51         |
| Fuente: Catholic-Hierarchy, que a su vez toma los datos del Anuario Pontificio. |                      |            |                |            |               |               |                          |                      |            |            |            |

## Episcopologio
- Ambrozij Andrew Senyshyn, O.S.B.M. † (20 de julio de 1956-14 de agosto de 1961 nombrado archieparca de Filadelfia)
- Joseph Michael Schmondiuk † (14 de agosto de 1961-20 de septiembre de 1977 nombrado archieparca de Filadelfia)
- Basil Harry Losten (20 de septiembre de 1977-3 de enero de 2006 retirado)
- Paul Patrick Chomnycky, O.S.B.M., desde el 3 de enero de 2006